# Strobilaspis nigrimana
Strobilaspis nigrimana är en tvåvingeart som beskrevs av Lindner 1949. Strobilaspis nigrimana ingår i släktet Strobilaspis och familjen vapenflugor. Inga underarter finns listade i Catalogue of Life.